# Mohamed Nasheed

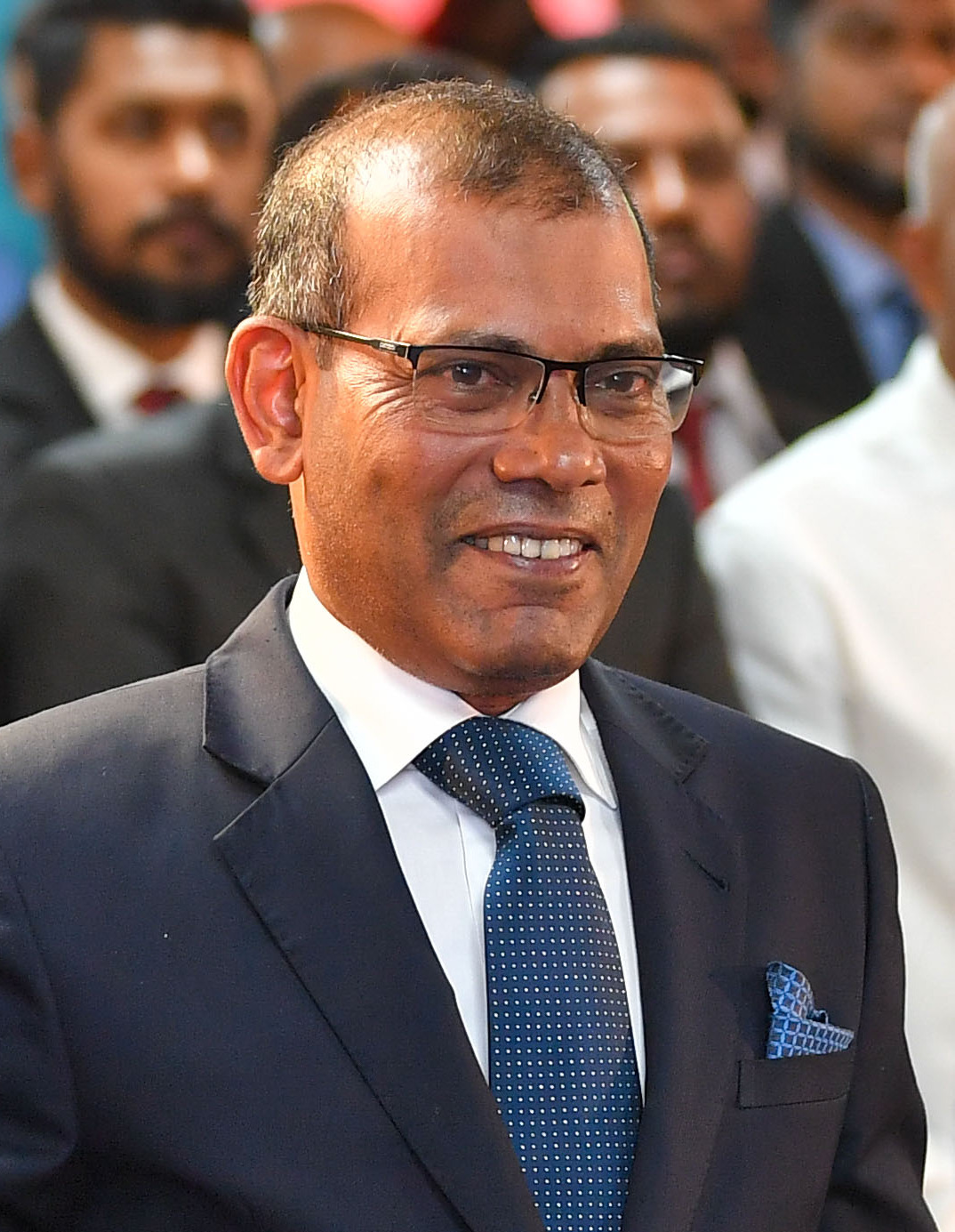
Mohamed Nasheed (2022)

Mohamed Nasheed (Dhivehi މުހައްމަދު ނަޝީދު, * 17. Mai 1967), genannt Anni, ist ein maledivischer Politiker. Er war von 2008 bis 2012 Staatspräsident der Malediven. Der Ozeanograph und ehemalige Journalist folgte Maumoon Abdul Gayoom nach, der das Land 30 Jahre lang regiert hatte. Internationale Bekanntheit erlangte Nasheed u. a. durch sein medienwirksames Eintreten für schärfere CO2-Reduktionsziele während der UN-Klimakonferenz in Kopenhagen 2009.
Nasheed trat am 7. Februar 2012 von seinem Amt als Staatspräsident nach Protesten der Bevölkerung und nach einer Meuterei von revoltierenden Polizisten zurück.

## Politische Aktivitäten
Der sunnitische Muslim Mohamed Nasheed war Parlamentsabgeordneter für den Wahlkreis von Malé und wurde 2001 ohne näher bekannte Gründe verhaftet. Amnesty International vermutete, dass die Gründe für seine Festnahme politisch motiviert waren. Er war seit 1989 13-mal inhaftiert worden. Zum Beispiel wurde er im April 1996 als gewaltloser politischer Gefangener von der Menschenrechtsorganisation betreut. Zu dieser Zeit war die Verhaftung wegen seiner Tätigkeit als freier Journalist erfolgt. Später wurde er aus diesem Grund zu zwei Jahren Haft verurteilt.
Mohamed Nasheed ist Mitbegründer der Demokratischen Partei der Malediven. Bereits 2001 wurde, unter anderem mit seiner Unterschrift, eine Genehmigung zur Gründung der Maledivischen Demokratischen Partei beantragt. Der Antrag wurde von den staatlichen Stellen nicht genehmigt. Zu der Gründung kam es erst 2005, als in dem Inselstaat nach Protesten eine Opposition zugelassen wurde. Mohamed Nasheed wurde genauso wie andere Oppositionspolitiker auch weiterhin in seiner politischen Arbeit behindert.

## Präsidentschaft 2008 bis 2012
Mohamed Nasheed wurde am 28. Oktober 2008 zum Präsidenten der Malediven gewählt. Im ersten Wahlgang erlangte Mohamed Nasheed gegen den seit dreißig Jahren regierenden Präsidenten Maumoon Abdul Gayoom als bestes Ergebnis von fünf Gegenkandidaten knapp 25 Prozent der Stimmen. Gayoom erhielt 41 Prozent und verpasste damit die absolute Mehrheit. Im zweiten Wahlgang konnte sich Mohamed Nasheed bei einer Wahlbeteiligung von etwa 75 Prozent als einziger Gegenkandidat mit 54 Prozent durchsetzen.
In seinem Wahlkampf forderte Mohamed Nasheed die Verbesserung des Gesundheitssystems, eine Privatisierung staatlicher Handelsunternehmen sowie die Bekämpfung der Korruption. Zudem versprach er, den Präsidentenpalast in die erste Universität des Landes umzuwandeln. In dem sonst „schmutzigen Wahlkampf“ wurde ihm vom damaligen Präsidenten unterstellt, Muslime zum Christentum bekehren zu wollen. Dagegen bezeichnete Nasheed den Präsidenten als Diktator, was bis dahin im Inselstaat noch niemand öffentlich ungestraft tat.
Nach der Wahl kündigte er an, dass er das Land ohne Beschränkung öffnen wolle. Zurzeit gibt es noch Inseln, die zwar von der einheimischen Bevölkerung bewohnt, aber für Touristen nicht zugänglich sind. Zudem wolle er das Land stärker für Handel und ausländische Investitionen öffnen.

## Klimapolitik

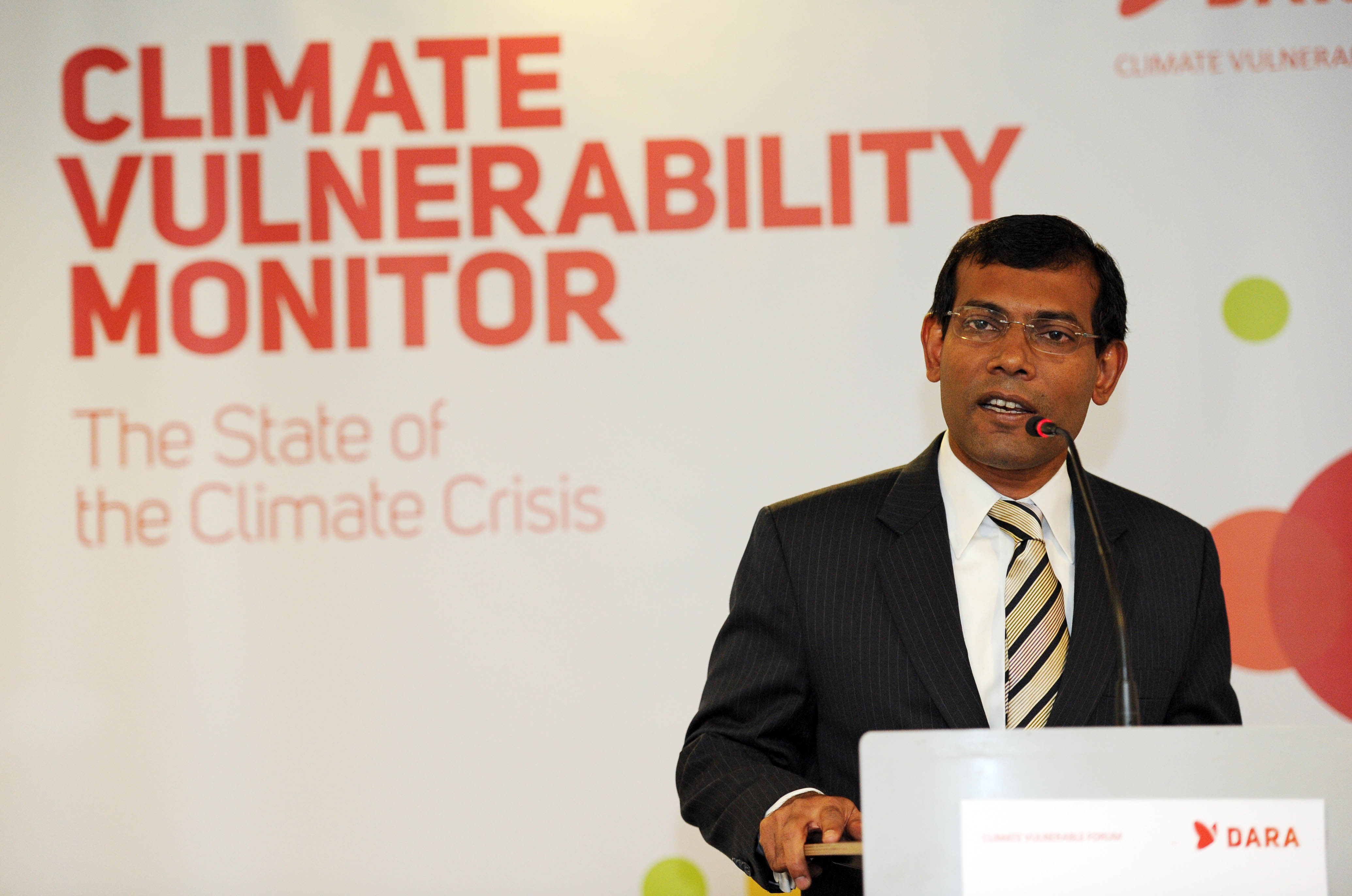
Nasheed auf einer Klimakonferenz in London 2010

Die Malediven sind einer der Inselstaaten, die schon bei einem geringen Anstieg des Meeresspiegels davon bedroht sind, dauerhaft überschwemmt zu werden, bzw. im Meer zu versinken. Mehr als 80 % der Landfläche liegen weniger als ein Meter über dem Meeresspiegel. Nasheed betätigte sich als Präsident als Aktivist für Maßnahmen gegen die globale Erwärmung. Zu diesem Zweck ließ er am 17. Oktober 2009 medienwirksam eine Kabinettssitzung auf dem Meeresboden abhalten. Die Bilder der Minister und des Präsidenten in Taucheranzügen gingen um die ganze Welt. Bei dieser Sitzung verabschiedete das Kabinett eine Entschließung, in der die Staaten der Welt aufgefordert wurden, mehr gegen den Ausstoß von Treibhausgasen zu unternehmen.
Mohammed Nasheed ist Botschafter der Klimaschutzorganisation 350.org.

## Rücktritt, weitere Aktivitäten
In medienwirksamen Aktionen versucht Präsident Nasheed die Weltöffentlichkeit auf den drohenden Untergang seines Landes im Zuge der globalen Erwärmung aufmerksam zu machen und für das Ziel einer Begrenzung des CO2-Gehaltes der Atmosphäre auf 350 ppm zu gewinnen. 2010 wurde ihm der Champions of Earth Award verliehen.
Ende 2011 hat die Regierung der Malediven eine Schließung von Wellness-Centern in hunderten Luxushotels angeordnet. Der Schritt sei eine Reaktion auf Proteste gegen „antiislamische Aktivitäten“ im Land, teilte das Büro des Präsidenten Nasheed in einer Stellungnahme mit. Tausende Inselbewohner hatten bei einer von der Opposition organisierten Protestkundgebung ein Ende „antiislamischer Aktivitäten“ gefordert. Neben anderen Gruppen warf die oppositionelle ‚Gerechtigkeitspartei‘ Präsident Nasheed vor, die Prinzipien des Islams zu untergraben.
Am 6. Februar 2012 kam es gegen ihn zu einem Putschversuch. Meuterer aus der Polizei und Demonstranten übernahmen den staatlichen Rundfunk. Nasheed trat tags darauf zurück, um den Konflikt zu beenden. Die Spannungen waren eskaliert, nachdem einen Monat zuvor Abdulla Mohamed, Richter am Staatsgerichtshof, festgenommen wurde, der angeordnet hatte, einen Regierungskritiker freizulassen.
Am 8. Oktober 2012 nahm ihn die Polizei wegen seiner Weigerung, vor Gericht zu erscheinen, kurzzeitig fest. Ihm wurde Machtmissbrauch vorgeworfen.
Am 22. Februar 2015 wurde Nasheed erneut festgenommen, diesmal unter Berufung auf Anti-Terrorismus-Gesetze, was er als haltlos zurückwies. Am 13. März 2015 wurde er zu 13 Jahren Gefängnis verurteilt.
Der Prozess wurde vom US-amerikanischen Außenministerium als politisch motiviert und rechtsstaatlich fragwürdig bezeichnet. Auch Amnesty International kritisierte den Prozess als politisch motiviert
Am 18. Januar 2016 durfte Nasheed seine Haft unterbrechen und für eine Rückenoperation nach London reisen, wo ihm politisches Asyl gewährt wurde und wo ihn der britische Premierminister David Cameron nach der Ankunft empfing.
Im Jahr 2018 erklärte Nasheed seine Absicht, an der Präsidentschaftswahl auf den Malediven am 23. September 2018 teilzunehmen. Er zog seine Kandidatur jedoch zugunsten seines Vertrauten Ibrahim Mohamed Solih zurück, nachdem die Wahlkommission der Malediven Einwände erhoben hatte. Nachdem Solih die Wahl gewonnen hatte, kehrte Nasheed auf die Malediven zurück und das Oberste Gericht der Malediven hob am 26. November 2018 das Urteil gegen Nasheed auf, mit der Begründung, dass das Verfahren unrechtmäßig gewesen sei. Bei der Parlamentswahl 2019 wurde er ins Parlament der Malediven gewählt und am 29. Mai 2019 wählte dieses ihn zum Parlamentssprecher.

## Mordanschlag 2021
Am 6. Mai 2021 wurde Nasheed Opfer eines Bombenanschlages. Als er am Abend sein Haus in der Hauptstadt Malé verließ, explodierte eine Motorradbombe und verletzte ihn schwer. Nach einer 16-stündigen Notoperation konnte sein Leben gerettet werden. Der amtierende Präsident und enge Freund, Ibrahim Mohamed Solih, bezeichnete den Anschlag als „Angriff auf die Demokratie und Ökonomie der Malediven“. Auch wenige Tage nach dem Anschlag bekannte sich niemand. Am 9. Mai 2021 wurde die Verhaftung eines „Hauptverdächtigen“ bekanntgegeben. Nasheed wurde am 13. Mai 2021 zur weiteren medizinischen Behandlung nach Deutschland ausgeflogen.

## Film
2011 kam ein Film über Mohamed Nasheeds Kampf für das Überleben seines Landes angesichts eines drohenden Meeresspiegelanstiegs ins Kino. Dieser trägt den Titel The Island President und handelt vor allem von Nasheeds Bemühungen, am Ende der Klimakonferenz 2009 in Kopenhagen doch noch ein verbindliches CO2-Reduktionsziel im Abschlussdokument zu verankern.